# مایک دیلون (بازیکن فوتبال)
مایک دیلون (انگلیسی: Mike Dillon؛ زادهٔ ۲۹ سپتامبر ۱۹۵۲) بازیکن فوتبال اهل بریتانیا است.
از باشگاه‌هایی که در آن بازی کرده‌است می‌توان به باشگاه فوتبال چزنت، باشگاه فوتبال میلوال، باشگاه فوتبال تاتنهام هاتسپر، و باشگاه فوتبال سوئیندون تاون اشاره کرد.